# Equazione di Randles-Sevcik
Nella voltammetria ciclica, l'equazione di Randles-Sevcik esprime la corrente di picco {\displaystyle I_{P}} in funzione della velocità di scansione:
{\displaystyle \operatorname {I} _{P}=0,4463zFAC{\sqrt {\frac {zFvD}{RT}}}}
o per una soluzione alla temperatura di 298,15 K:
{\displaystyle \operatorname {I} _{P}=2,686\cdot 10^{5}\cdot z^{3/2}AD^{1/2}Cv^{1/2}}
dove:
- IP = intensità della corrente di picco [A]
- z = numero di elettroni scambiati
- A = area elettrodica [cm2]
- D = coefficiente di diffusione dell'analita [cm2 / s]
- v = velocità di scansione del potenziale [V / s]
- C = concentrazione [mol / cm3]
- F = costante di Faraday [C / mol]
- R = costante universale dei gas [J / (mol K)]
- T = temperatura [K]

La predizione di questa equazione, e cioè che la corrente di picco aumenti per velocità di scansione superiori, può apparire contro-intuitiva: è importante però ricordare che la corrente I corrisponde alla carica (ovvero al numero di elettroni trasferiti) per l'unità di tempo, e quindi per velocità di scansione superiori la corrente aumenta perché il numero di elettroni scambiati nell'unità di tempo è maggiore.